# Dendrobium stenocentrum
Dendrobium stenocentrum är en orkidéart som beskrevs av Rudolf Schlechter. Dendrobium stenocentrum ingår i släktet Dendrobium, och familjen orkidéer. Inga underarter finns listade i Catalogue of Life.